# Памятник Рабиндранату Тагору
Памятник Рабиндранату Тагору в Москве установлен на Ленинградском шоссе в парке Дружбы.

## История
Памятник индийскому поэту Рабиндранату Тагору — дар Индии. Торжественная церемония открытия памятника состоялась летом 1990 года, во время пребывания в СССР премьер-министра Индии В. П. Сингха.
Выступая на церемонии открытия, В. П. Сингх отметил, что Рабиндранат Тагор, посетивший СССР в 1930 году, был в числе тех, кто заложил основу советско-индийской дружбы. Присутствовавший на церемонии Председатель Совета министров СССР Н. И. Рыжков назвал открытие памятника знаменательным событием для всех советских людей и подчеркнул огромный вклад Рабиндраната Тагора в развитие культуры и искусства своей страны.
Авторы памятника: индийский скульптор Гаутам Пал, архитектор Ю. Н. Коновалов и конструктор В. Е. Корси. Бронзовая скульптура стоит на небольшом гранитном постаменте. Рабиндранат Тагор одет скромно, его руки сложены за спиной. Его лицо несёт печать философских размышлений.